# حقل قمح مع غربان (لوحة)
حَقِل قَمحْ مَع غُربان، لَوحة زَيتية للرَسام الهولندي فينسنت فان جوخ، أكمَلها الفَنان يَوم 10 يوليو مِن عامْ 1890 أي قَبلَ 19 يوماً من وفاته، ما يَجعَلُها أخر أعماله الفَنية المؤرخة، يَستشهد بِها العَديد منَ النُقاد كأحد أعظم أعماله. اللوحَة الآن جُزء من مُقتنيات متحف فان جوخ، أمستردام. إلى جانب 19 لوحة أخرى لفان جوخ، تمت سرقة «حَقِل قَمحْ مَع غُربان» واستعادتها بسرعة في عام 1991. وأثناء عملية السرقة، ألحق اللصوص أضرارًا بالغة باللوحة.

## خَلفية
تم رسم «حَقِل قَمحْ مَع غُربان» في يوليو 1890، في الأسابيع الأخيرة من حياة فان جوخ. يَعتَبر الكثير من الخُبراء «حَقِل قَمحْ مَع غُربان» هيَ لوحة فان جوخ الأخيرة، في حين أنه من المُمكن أيضًا أن تكون لوحة «جذور الشجرة»، أو «حديقة دوبيني» هي اللوحة النهائية للفنان.

## الوَصف
يصور العَمل، سماء غائمة مليئة بالغربان فوق حقل قمح. يزداد الشعور بالعزلة من خلال مسار مركزي لا يؤدي إلى أي مكان والأتجاه غير المؤكد لرحلة الغربان. يملأ حقل القمح الذي تجتاحه الرياح ثلثي اللوحة. كتب جول ميشليه، أحد مؤلفي فان جوخ المفضلين، عن الغربان: «إنهم يَهتمون بِكُل شيء، ويُلاحِظون كُل شيء. القدماء، الذين عاشوا بشكل كامل في الطبيعة، لم يجدوا ربحاً بسيطاً للمَسير خَلفهم، في مئات الأشياء الغامضة حيث لا توفر التجربة الإنسانية حتى الآن أي ضوء أو مَعرفة، سوى أتجاهات طائر حَكيم للغاية.» 

## التَفسير

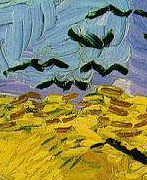
الغُربان.

تجد المؤرخة كاثلين إريكسون اللوحة على أنها تعبر عن حزنه وإحساسه بانَ حياته تقترب من نهايتها. استخدم فان جوخ الغربان كرمز للموت والبعث أو القيامة. قال المؤرخة إريكسون إن الطريق، المَرسوم بألوان متباينة من الأحمر والأخضر، هو استعارة لخطبة ألقاها استنادًا إلى كتاب جون بنيان «رحلة الحاج» حيث يشعر الحاج بالحزن لأن الطريق طويل جدًا، ولكنه يفرح لأن المدينة الخالدة تنتظره قي نهاية الرحلة.
حوالي 10 يوليو 1890، كتب فان جوخ إلى شقيقه ثيو وزوجته جو بونجر، قائلاً إنه رسم ثلاث لوحات كبيرة أخرى في أوفير منذ زيارتهم في باريس في 6 يوليو.  وُصِف اثنان منها على أنهما مساحات شاسعة من حقول القمح تحت سماء مضطربة، ويُعتقد أنهما لوحة «حقل قمح تحت السماء الملبدة بالغيوم» و«حقل قمح مع الغربان»، والثالث هي «حديقة دوبيني». كتب أنه قد حرص على التعبير عن حزنه، مضيفًا لاحقًا «الوِحدة الشَديدة»، لكنه يقول أيضًا إنه يعتقد أن اللوحات تظهر ما يعتبره صحياً ومحصناً في بيئة الريف (ويضيف أنه كان ينوي أن يأخُذَهُن إلى باريس في أقرب وقت ممكن).
يذكر المؤلفان فالتر وميتزجر، في كتاب «فان جوخ: اللوحات الكاملة»، أنه «لا يوجد في كلمات فان جوخ ما يدعم تفسيرًا مبسطًا على غرار القلق الفني واليأس - ولا يوجد أي دليل على الاعتقاد السائد بأنها كانت اللوحة التي رسمها فان جوخ على حامله في الوقت الذي انتحر فيه». يشيرون إلى رسالة فان جوخ في يونيو 1880، حيث قارن نفسه بطائر في قفص،  وملاحظة: «الغربان في اللوحة، بعبارة أخرى، كانت رمزًا شخصيًا تمامًا مرتبطًا ارتباطًا وثيقًا بحياة فان جوخ». 
تُعتَبر هذه اللوحة مثال على لوحات فان جوخ المربعة المزدوجة، والتي استخدمها حصريًا في الأسابيع القليلة الأخيرة من حياته، في يونيو ويوليو 1890.

## المَراجع
1. ↑  Cézanne to Picasso: Ambroise Vollard, Patron of the Avant-garde. Metropolitan Museum of Art. 2006. ص. 11. ISBN:1588391957. مؤرشف من الأصل في 2021-12-09.
2. ↑  McKenna، Tony (2015). Art, Literature and Culture from a Marxist Perspective. Springer. ISBN:978-1137526618. مؤرشف من الأصل في 2021-12-08.
3. 1 2  "To Theo van Gogh and Jo van Gogh-Bonger. Auvers-sur-Oise, on or about Thursday, 10 July 1890". Vincent van Gogh: The Letters. متحف فان خوخ. مؤرشف من الأصل في 2021-11-16. اطلع عليه بتاريخ 2011-07-16.
4. ↑  "Wheat Field with Crows". Collection. Van Gogh Museum. مؤرشف من الأصل في 2019-06-29. اطلع عليه بتاريخ 2011-03-31.
5. ↑  "Auvers-sur-Oise: May – July 1890 (75 paintings)". vggallery.com. مؤرشف من الأصل في 2021-12-23. اطلع عليه بتاريخ 2010-07-29.
6. ↑  Fisher، Marc (15 أبريل 1991). "20 STOLEN VAN GOGHS ARE QUICKLY LOCATED". واشنطن بوست. مؤرشف من الأصل في 2021-12-25. اطلع عليه بتاريخ 2020-05-29.
7. ↑  Edwards, C (1989). Van Gogh and God: A Creative Spiritual Quest. Chicago: Loyola Press. ص. 78, 186. ISBN:0-8294-0621-2. مؤرشف من الأصل في 2016-11-20.
8. ↑  Erickson, K (1998). At Eternity's Gate: The Spiritual Vision of Vincent Van Gogh. Grand Rapids, MI: William B. Eerdsman Publishing. ص. 103, 148. ISBN:0-8028-3856-1. مؤرشف من الأصل في 2020-01-25.
9. ↑  Werness، Hope B. (2007). Continuum Encyclopedia of Animal Symbolism in World Art. Continuum International. ص. 106. ISBN:978-0-8264-1913-2. مؤرشف من الأصل في 2021-12-25.
10. ↑  Rosenblum, Robert (1975), Modern Painting and the Northern Romantic Tradition: Friedrich to Rothko, p.100, New York: Harper & Row, (ردمك 0-06-430057-9)
11. ↑  Erickson, K (1998). At Eternity's Gate: The Spiritual Vision of Vincent Van Gogh. Grand Rapids, MI: William B. Eerdsman Publishing. ص. 162–163. ISBN:0-8028-3856-1. مؤرشف من الأصل في 2014-01-04.
12. ↑  "Van Gogh's First Sunday Sermon: 29 October 1876". vggallery.com. مؤرشف من الأصل في 2021-04-13. اطلع عليه بتاريخ 2011-07-17.
13. 1 2  Walther، Ingo F.؛ Metzger، Rainer (2010). Van Gogh: The Complete Paintings. ص. 680–682. ISBN:978-3-8365-2299-1. {{استشهاد بكتاب}}: |عمل= تُجوهل (مساعدة)
14. ↑  "To Theo van Gogh. Cuesmes, between about Tuesday, 22 and Thursday, 24 June 1880". Vincent van Gogh: The Letters. متحف فان خوخ. مؤرشف من الأصل في 2021-11-09. اطلع عليه بتاريخ 2011-07-17.